# 露琪塔·烏爾塔多
露琪塔·烏爾塔朵（西班牙語：Luchita Hurtado，1920年10月28日—2020年8月13日），女性畫家，經歷過美洲現代藝術轉折的重大時刻，如超現實主義、抽象表現主義，與野口勇、曼雷同一年代。
她保有自己創作思維與風格，創作主題包括自身的南美洲文化、考古圖騰、女性主義身體自覺、空氣水與环境保护主义。

## 生平
出生於委內瑞拉，有一個姊姊和一個弟弟，原名路易莎-阿梅莉亚（Luisa-Amelia），露琪塔是她的暱稱。在八歲的時候，在紐約擔任縫紉師的母親帶她來到美國。
第一次感受到「藝術」的魔幻，是目睹蝴蝶破繭而出的整個過程。依循著這份熱誠，她前往就讀紐約最好的女子藝術高中，但沒有告訴家人她想要從事藝術，因為母親希望她未來也能成為一位縫紉師，製作服裝。
在十八歲的時候，她認識了第一任丈夫──在美聯社擔任記者的丹尼爾·德爾·索拉爾（Daniel del Solar），當時她對西班牙內戰滿腔熱血，於是到西文報紙擔任志工，她喜歡丹尼爾對待她如大人一般，並教導她對色彩的敏銳度。在他引介下，烏爾塔朵見過智利總統、墨西哥藝術家魯菲諾·塔馬約（Rufino Tamayo）、马克·罗斯科（Mark Rothko）、野口勇，以及珍妮·雷納爾（Jeanne Reynal）。
但這段婚姻維持不到十年，丹尼爾發生了婚外情遠走智利，留下她一人扶養兩個孩子，當時她二十五歲，這一生還沒真正工作過一天。於是，她整理了自己的作品，到時尚雜誌集團康泰纳仕（Condé Nast）毛遂自薦，掙得了一張時尚插畫100美金的工作，和安迪·沃荷一樣的起步，另外也做過一些廣告。
她會在哄孩子睡著後繼續畫畫，她認為當時創作生涯的正式起點，是對「火」的著迷所畫的一系列半抽象、半寫實作品，以及用鮮豔的蠟筆搭配墨水所畫的圖騰般的人物在抽象風景前跳舞。
經由野口勇介紹，1946年她認識了藝術家沃尔夫冈·帕伦（Wolfgang Paalen），他們一起到墨西哥參觀當時剛出土的奧爾梅克（Olmec）巨型頭像古蹟，因為地處偏遠，需要搭乘小型飛機或騎馬才能抵達，佩倫先以騎馬的方式抵達目的地等她，她卻在機師的指導下學開飛機，在天空盤旋起伏了好一陣子，讓地面上的佩倫看得膛目稱舌。
兩人相戀一個禮拜就結婚了，沃夫岡·佩倫十分聰明，精通六種語言，但一直走不出親眼看到兩個親兄弟自殺的陰影，唯一讓他能夠熬過憂鬱與恐慌發作的是露琪塔·烏爾塔朵的樂觀，但他最後還是在1959年以自殺結束生命。
在一起的這段時間，他們先是住在墨西哥的烏托邦社區中，那裡有佩倫的前妻、前妻現任的丈夫，以及佩倫的情人──瑞士實業家的女兒埃娃·祖尔策（Eva Sulzer）提供生活所需的財源。芙烈達·卡蘿與丈夫迭戈·里韋拉也常到訪。但兩年後，烏爾塔朵年僅五歲的孩子因脊髓灰質炎病毒併發的呼吸困難過世，憂傷讓他們離開墨西哥，在1949年來到加州，尋找新的生活。
在墨西哥的那段時間，收藏家愛德華·詹姆斯（Edward James）加深了她對「前哥倫比亞」圖騰的興趣，烏爾塔多到現在還留著一些考古圖騰，她仍會驚嘆古代人對生命的詮釋，例如有些圖騰呈現了「靈魂被帶往天空」的樣子，她的畫作可見這些圖騰影響的痕跡。
她和佩倫的感情維持到1951年，因為懷上了同一個藝術團體的另一個成員李·马利坎（Lee Mullican）的孩子而分手。
當時他們的團體名稱為Dyanton，喜歡結合超現實主義與古物、阿茲塔克文化、祖靈等元素創作。他們曾經發明許多創作遊戲，其中一個稱為「創世接龍」，由四個人一起完成畫作，第一個人畫出「宇宙」大爆炸的原子，再傳給第二個人畫「植物」，第三個人畫「生物」，最後一人畫「建築」。這是策展人奧布里斯特現在每次湊到四個藝術家的時候，仍會玩的派對遊戲，讓遊戲的生命延續了七十年。

## 生態關懷
1950年代到了加州，她使用的媒材轉變為水彩與蠟筆，移居洛杉磯以後，烏爾塔朵的畫作開始富有政治性，特別是對生態的關懷。
對一個在1920年出生的人來說，她難以忘記第一次看到從外太空拍攝地球的照片，那張照片不是科幻情節，而是與我們共存的事實，她當時想到在這一片漆黑宇宙的小小星球，有家人與孩子相依偎，就感到十分溫暖，她也常常說：「樹是我的親戚」，並認為自己對地球有一份責任。
70年代，她開始創作一些標語，如「No」、「I die」、「I AM」，至今她還是會製作標語畫，例如以西班牙文寫的「 空氣、水、火、世界、地球、生命」（Aire, agua,fuego, mundo, tierra, vida）。

## 女性主義
1971年喬伊斯·科茲洛夫（Joyce Kozloff）在自家公寓裡招開了首屆「洛杉磯女性藝術家委員會」，柯茲羅夫邀請了所有當地她所知的女性藝術家與會，烏爾塔朵也前往參與了，另外還有朱迪·芝加哥、蘇珊·泰特尔曼（Susan Titelman）、維哈·塞爾明斯（Vija Celmins）、出光真子（Mako Idemitsu）、米里亞姆·夏皮羅（Miriam Schapiro）等許多充滿活力的團隊成員，一整個公寓頓時鬧烘烘的。
經歷過這段女性藝術家互相勉勵的時期之後，烏爾塔朵開始比較願意公開展出自己的作品。但烏爾塔朵並不熱衷於女性主義或行動主義，1986年紐約的游擊隊女孩曾聯絡她是否願意加入，但當時六十六歲的她回絕，表示自己不想成為「游擊隊員」。
她的創作較為內斂，從1960年代末期開始，創作了一系列觀看自己身體的畫作，第一幅作品是1969年偶然看到光線從門縫間穿透的樣子。她把身體視為風景，也把這些風景當做自畫像。
她從懷孕時就一直保有著自己製作所有衣服的習慣，在70年代，她也將縫紉技巧納入創作，把畫布裁成長條狀，再重新編織、縫合的創舉。至今在她的工作室裡，仍保有完整服裝製作歷程的資料庫，包括50年代幫倫敦劇場製作舞台服裝的紀錄。
她的第三任丈夫穆立肯在1998年過世，當時協助整理穆立肯作品的瑞安·古德（Ryan Good）發現其中參雜著署名L.H.的畫作，但她一直以冠夫姓的方式自稱，佩倫太太、穆立肯太太，幾乎忘記了屬於自己的中間名，記起自己的名字後，她覺得又好像重新活了一遍。

## 外部連結
- Art in the San Francisco Bay area, 1945-1980: An Illustrated History; Thomas Albright (p. 41) University of California Press, 1985
- Luchita Hurtado in the LA Times  （页面存档备份，存于）